# Сигтуна (комуна)
Комуна Сигтуна (швед. Sigtuna kommun) — адміністративно-територіальна одиниця місцевого самоврядування, що розташована в лені Стокгольм у центральній Швеції. На території комуни розташований аеропорт Арланда.
Сигтуна 226-а за величиною території комуна Швеції. Адміністративний центр комуни — місто Мерста.

## Населення
Населення становить 42 272 чоловік (станом на січень 2013 року). 
| Кількість населення комуни Сигтуна за 1970-2010 роки | Кількість населення комуни Сигтуна за 1970-2010 роки | Кількість населення комуни Сигтуна за 1970-2010 роки | Кількість населення комуни Сигтуна за 1970-2010 роки | Кількість населення комуни Сигтуна за 1970-2010 роки |
| ---------------------------------------------------- | ---------------------------------------------------- | ---------------------------------------------------- | ---------------------------------------------------- | ---------------------------------------------------- |
| Рік                                                  |                                                      |                                                      | Населення                                            |                                                      |
| 1970                                                 | 1970                                                 |                                                      | 26 062                                               | 26 062                                               |
| 1975                                                 | 1975                                                 |                                                      | 26 615                                               | 26 615                                               |
| 1980                                                 | 1980                                                 |                                                      | 28 276                                               | 28 276                                               |
| 1985                                                 | 1985                                                 |                                                      | 29 300                                               | 29 300                                               |
| 1990                                                 | 1990                                                 |                                                      | 31 485                                               | 31 485                                               |
| 1995                                                 | 1995                                                 |                                                      | 33 406                                               | 33 406                                               |
| 2000                                                 | 2000                                                 |                                                      | 35 001                                               | 35 001                                               |
| 2005                                                 | 2005                                                 |                                                      | 36 711                                               | 36 711                                               |
| 2010                                                 | 2010                                                 |                                                      | 39 990                                               | 39 990                                               |
| Джерело: SCB                                         |                                                      |                                                      |                                                      |                                                      |

## Населені пункти
Комуні підпорядковано 16 міських поселень (tätort) та низка сільських, більші з яких:
- Мерста (Märsta)
- Сигтуна (Sigtuna)
- Русенберґ (Rosersberg)
- Веннґарн (Venngarn)

## Галерея

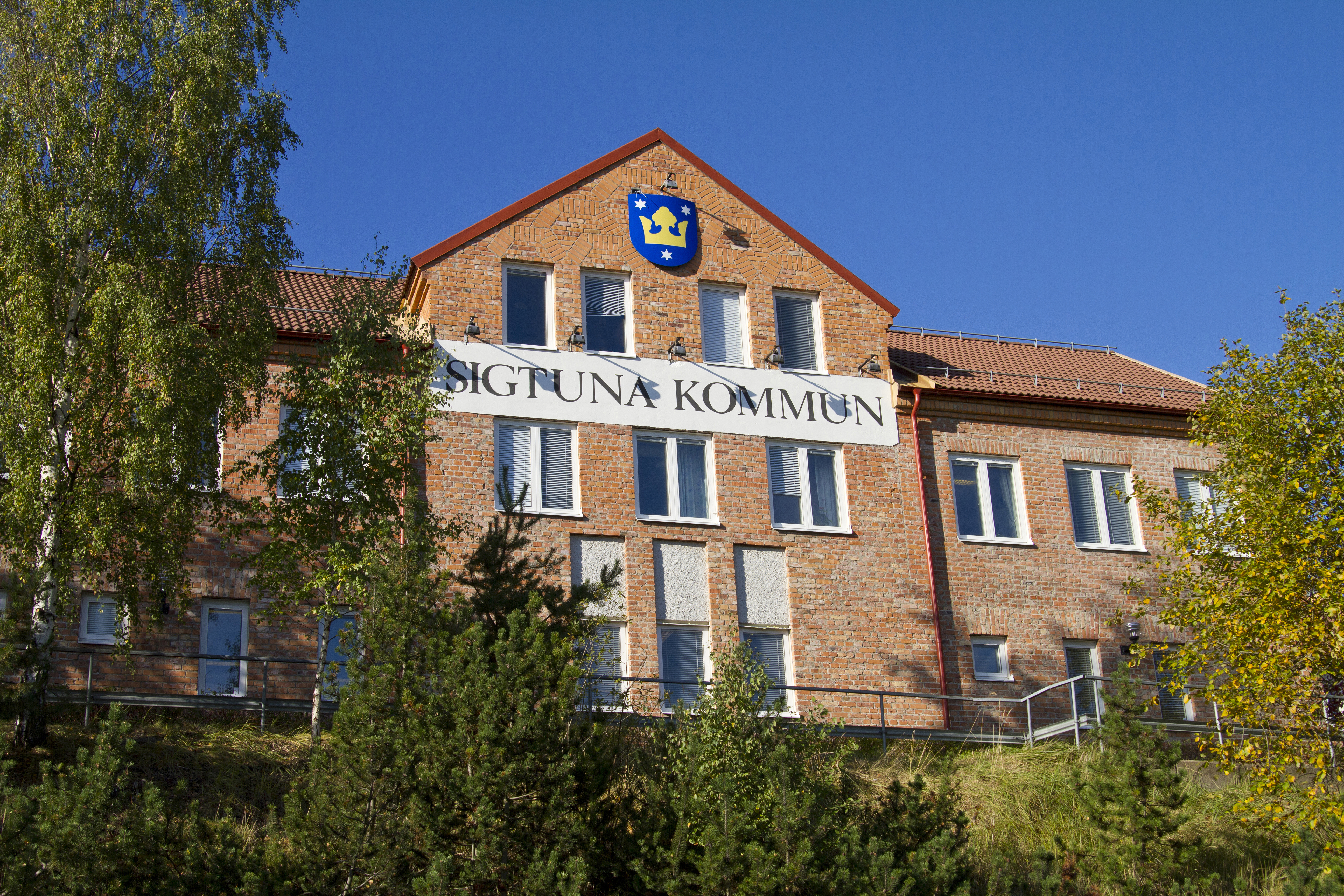
Управа комуни (Мерста)
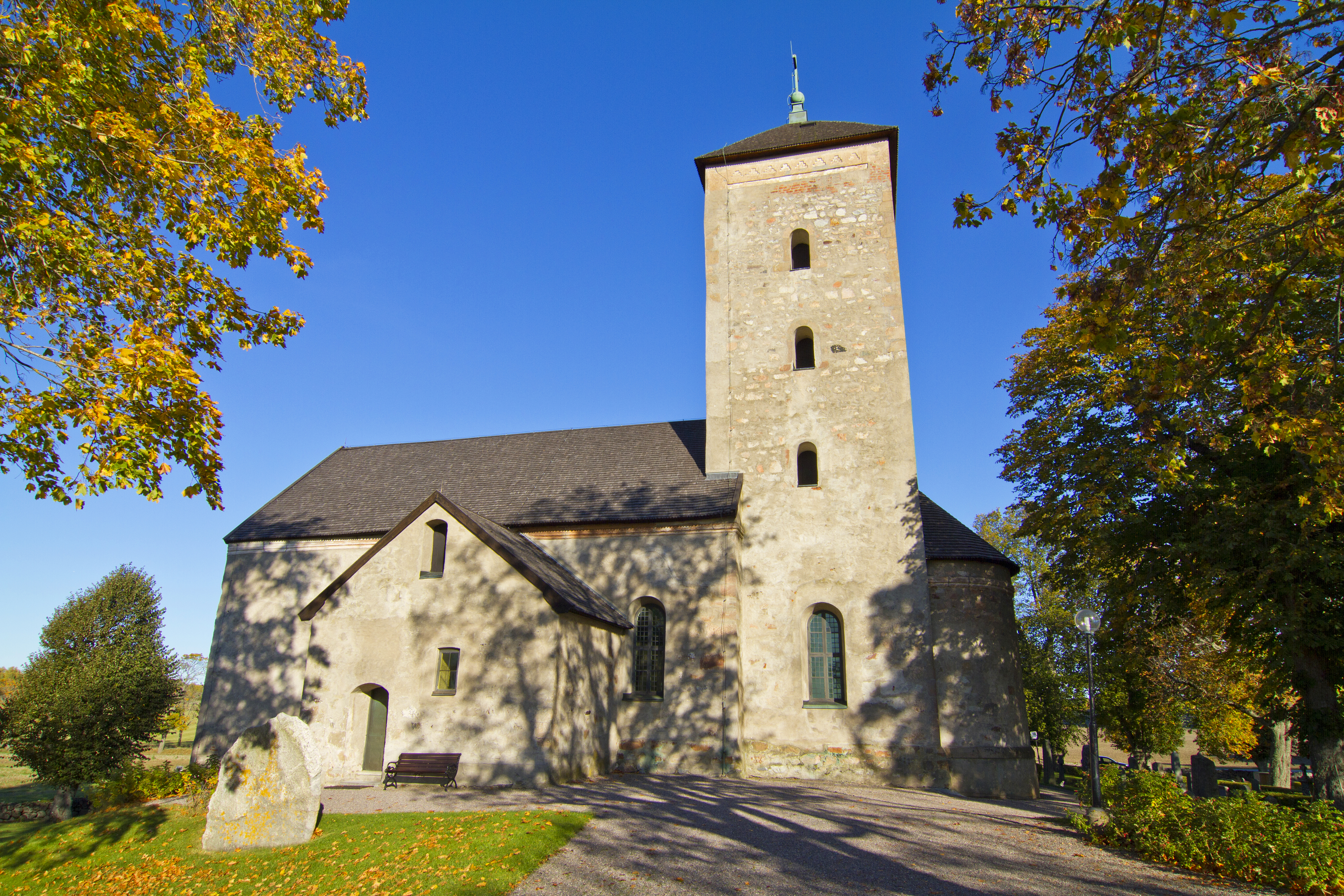
Церква (Сконела)
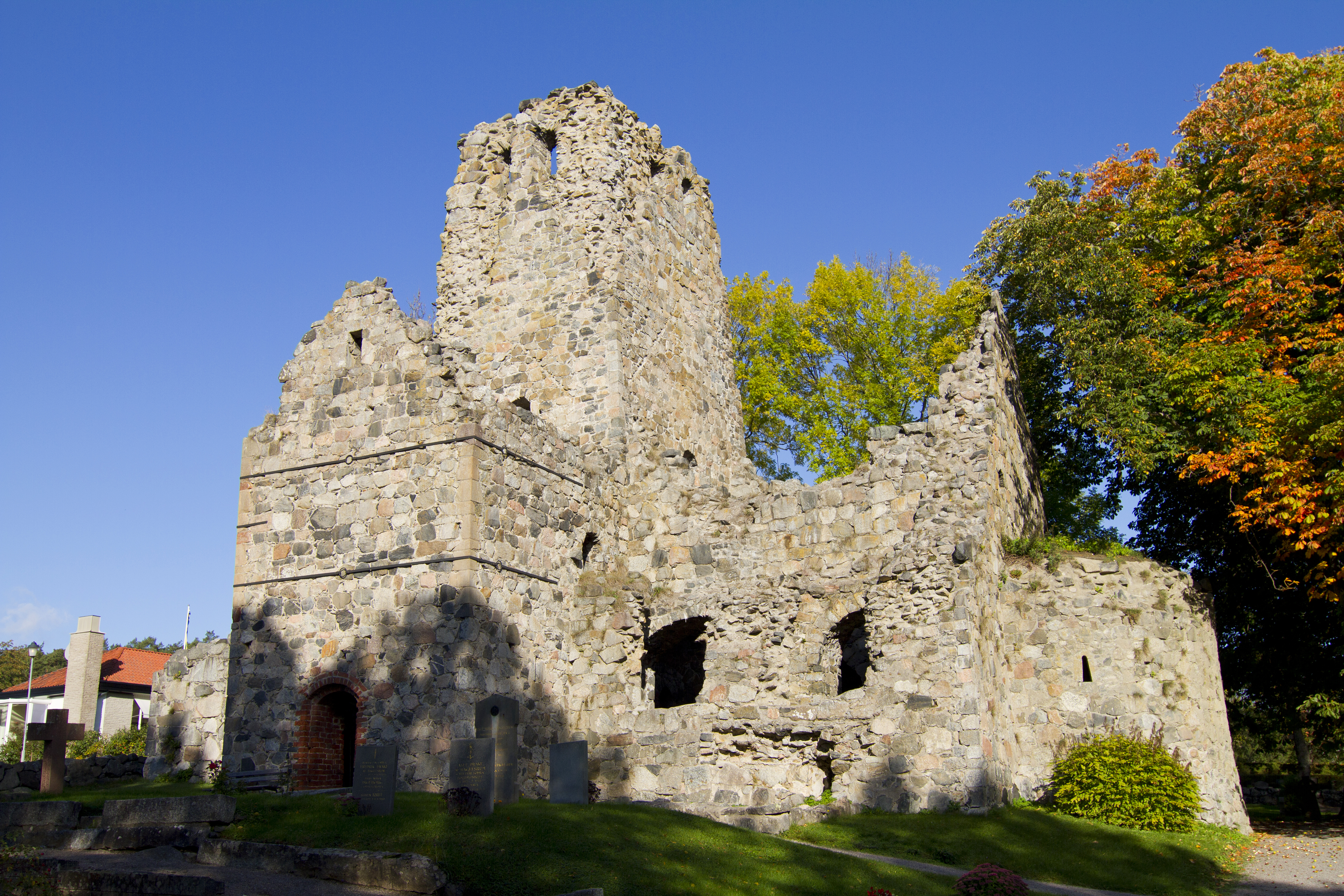
Руїни церкви Св. Улофа в Сигтуні
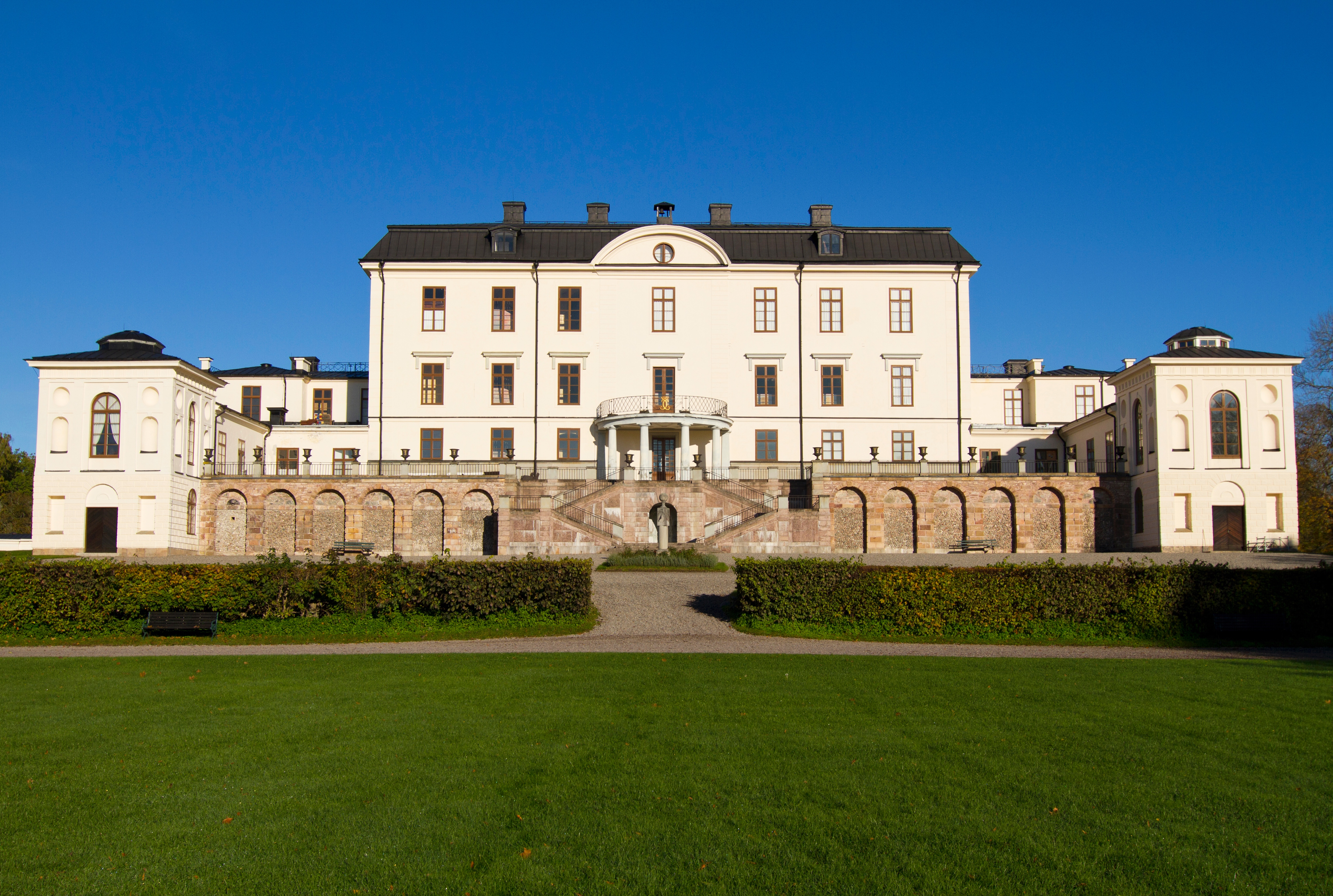
Палац Русенберґ
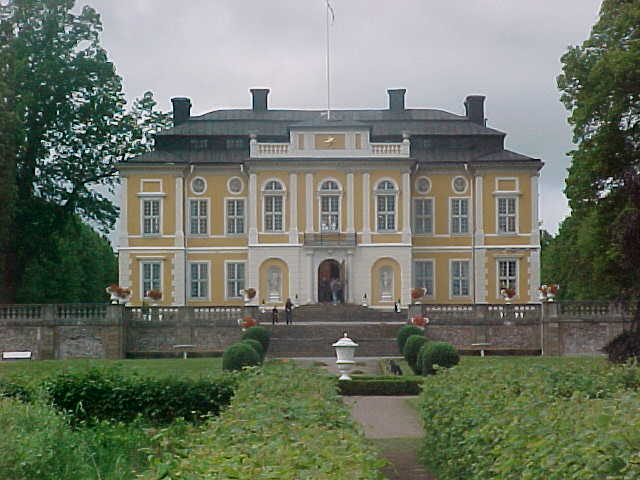
Замок Стенінґе
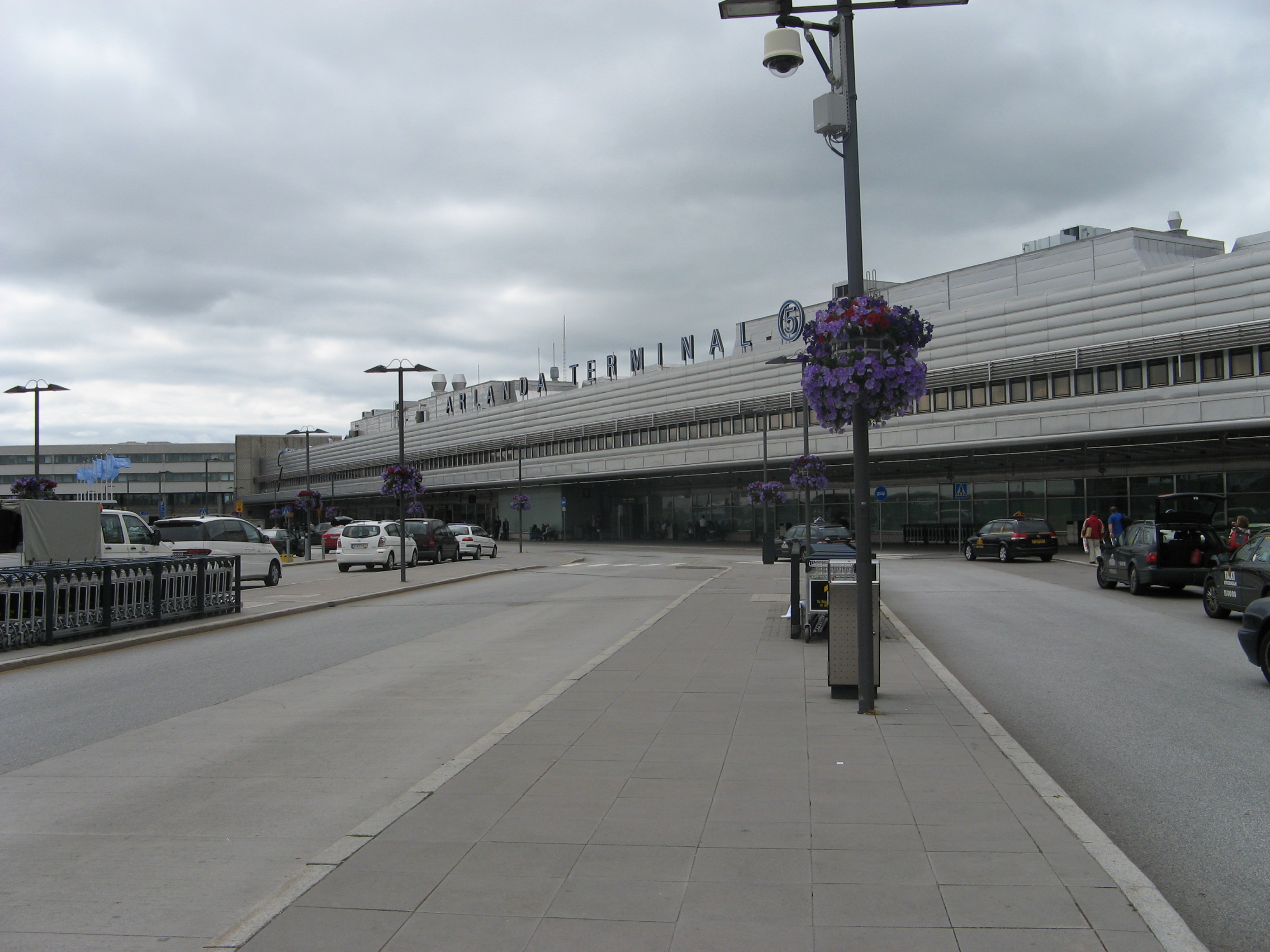
Аеропорт Арланда

## Виноски
1. ↑  Andersson P. Sveriges kommunindelning 1863-1993 — Mjölby: Draking, 1993. — 132 с. — ISBN 978-91-87784-05-7
2. ↑  Kommunstyrelsen — комуна Сігтуна.
3. ↑  Folkmangd i riket, lan och kommuner (шв.) . Центральне бюро статистики Швеції. Архів оригіналу за 20 серпня 2013. Процитовано 28 лютого 2013.